# Государство Ильдегизидов
Государство Ильдегизи́дов — историческое государство, управляемое тюркской династией, существовавшее с 1136 по 1225 годы в области Азербайджан на северо-западе Ирана и охватывавший также часть Аррана.
С ослаблением Сельджукской державы, в её пределах стали возникать самостоятельные государства, одним из которых являлось государство во главе с тюркской династией атабеков Ильдегизидов, носивших титул «великих атабеков Азербайджана». Основана династия Шамс ад-Дином Ильдегизом (кыпчаком по происхождению). Государство Ильдегизидов существовало около 90 лет, и было разгромлено тюркским хорезмшахом Джелал ад-Дином, который чуть позже сам стал жертвой монгольских завоевателей. Столицей Государства Ильдегизидов были Нахичевань, Тебриз, Ардебиль и Хамадан (в 1175).

## История
С 1092 года, после смерти Низам аль-Мулька и Мелик-шаха, сельджукское государство стало разлагаться. С запада наступали крестоносцы; в Аламуте, на берегах Каспийского моря (1090), в Сирии и в Ливане (1102, 1126 и 1140) утвердилась исмаилитская секта ассасинов, более полутораста лет державшая в страхе всю Переднюю Азию.

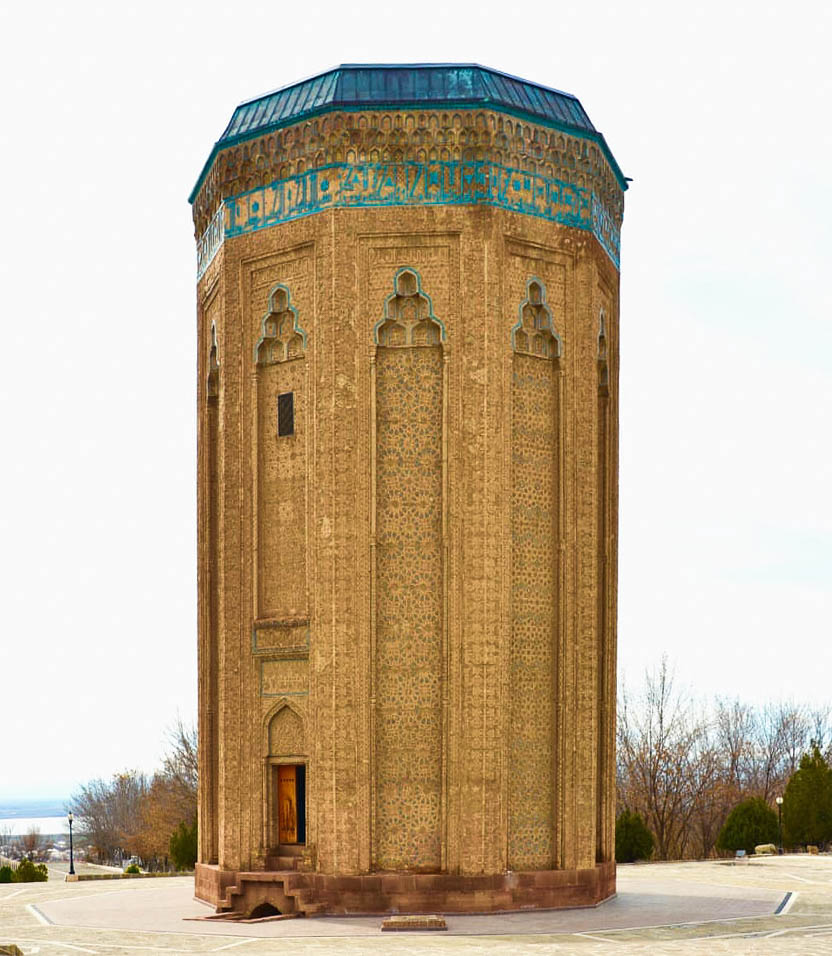
Мавзолей Момине хатун в Нахичевани, построенный при Атабеках Азербайджана

Среди членов султанской семьи, их атабеков (опекунов) и наместников отдельных областей происходили кровавые междоусобия. Вследствие этого из рук сельджукской династии начали ускользать её владения, прежде всего неперсидские-Сирия и Месопотамия. В Малой Азии образовалось особое сельджукское государство Конийский султанат; даже багдадский халиф стал делаться более самостоятельным и обнаруживать притязания на Мидию. Жизнь западных и восточных персидских земель сложилась неодинаково.

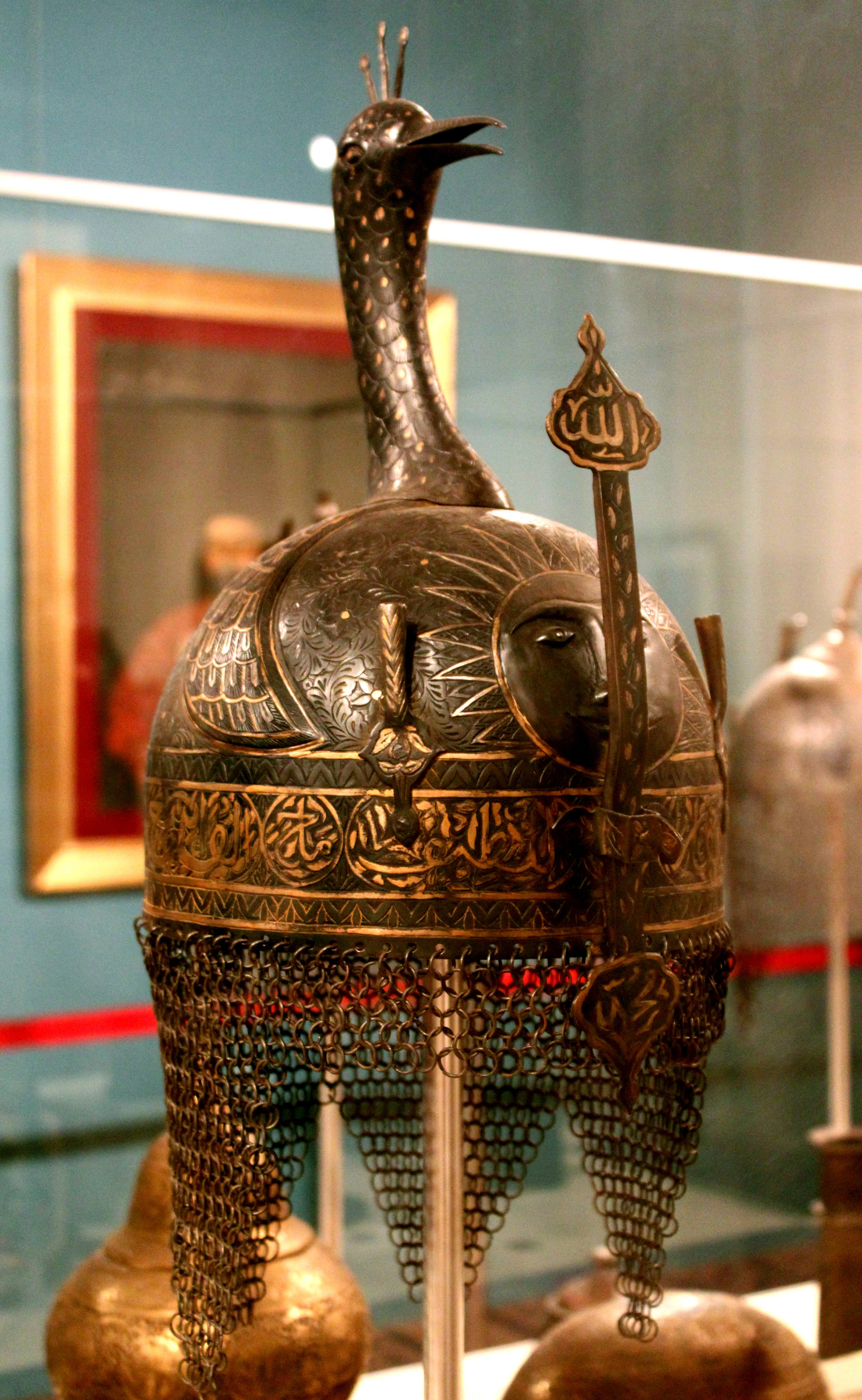
Шлем, относящийся к периоду правления Атабеков Азербайджана. Музей искусств Азербайджана, Баку

На западе Ирана только в Кермане потомки Кавурда, брата Алп-Арслана, пользовались самостоятельностью (до 1198 года); члены главной сельджукской линии подпали под власть атабеков, и даже такие энергичные султаны, как третий сын Мелик-шаха, Мохаммед (1105—1118), и Масуд (1134—1152) не могли укротить своих могущественных эмиров.
Через некоторое время он был убит, вероятно — ассасинами. В 1194 году Тогрул III погиб в борьбе с усилившимся хорезмским шахом Текешем, и с ним угасла династия сельджуков в Ираке. Через 30 лет внук Текеша Джелаледдин, вытесненный монголами из своих владений, покончил с самой династией Ильденизов, продолжавшей править Азербайджаном и Арраном, последние представители которой сделались такими же ничтожными игрушками в руках своих рабов-мамлюков, как некогда сельджукиды — в руках Ильдениза.
Распад Атабеков Азербайджана начался уже с 1220 года. Народ пережил великое потрясение. Разрушив государство Хорезмшахов, монголы перешли через Иран и вторглись в Государство Ильденизидов. Во главе 30-тысячного монгольского войска стояли прославленные полководцы Чингизхана Джебе Нойон и Субутай Багадур. Пройдя через области Рея и Хамадана, войско вышло к границам Ирака а и направились на север. Ибн аль-Джибал писал «Потом пришли в области Азербайджан и Арран и в течение года подвергал их невиданным разрушениям, уничтожив большинство населения. Покончив с Азербайджаном и Арраном, направились в Дербент и разрушили всё кроме крепости, в которой жил местный Владыка». После захвата зимой 1220 года Ардебиля монголы пытались ворваться в Тебриз. Атабек Узбек не стал выступать против них, уклонившись от столкновения. Вечно беззаботный Узбек не отправил гонца к монголам, заключил с ними мир, одарил деньгами, лошадьми, одеждой и скотом. Отсюда монголы отправились зимовать на Мугань, «где холода мало, а пастбищ много».

## Известные деятели искусства в государстве

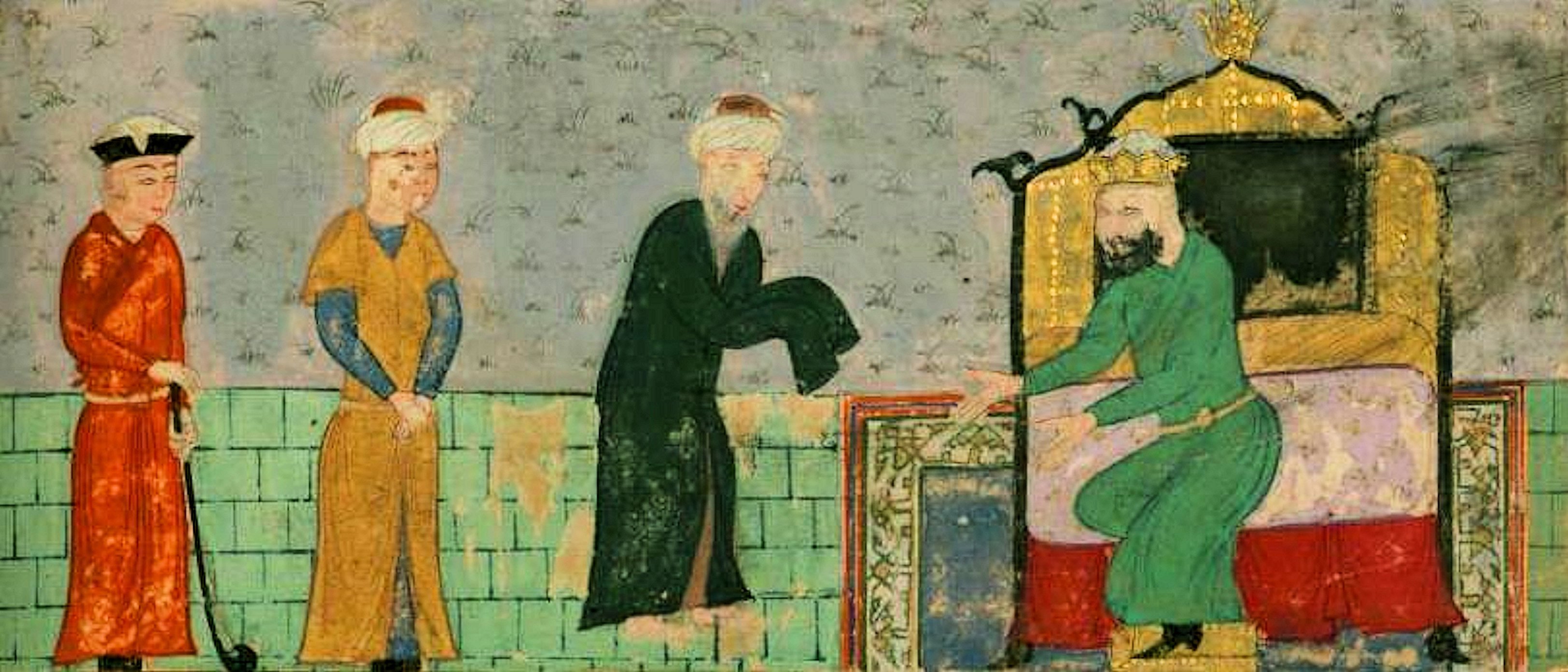
Правитель государства Ильдегизидов Кызыл-Арслан принимает Низами Гянджеви. Миниатюра из рукописи 1481 года, Художественный музей Уолтерса

В период Ильдегизидов в регионе процветала персидская культура и литература, основным языком был персидский.
- Низами Гянджеви — классик персидской поэзии
- Мехсети Гянджеви — персидская поэтесса
- Абу-ль-Ала Гянджеви — персидский поэт
- Муджиреддин Бейлагани — персидский поэт
- Аджеми Нахчивани — мусульманский архитектор
- Амираддин Нахчивани — персидский архитектор
- Джамаладдин Нахчивани — персидский архитектор